# Boragaonwadi, Chikodi
Boragaonwadi là một làng thuộc tehsil Chikodi, huyện Belgaum, bang Karnataka, Ấn Độ.